# تینسلی راندولف هاریسون
تینسلی راندولف هاریسون (به انگلیسی: Tinsley R.Harrison) (زاده ۱۹۰۰- مرگ ۱۹۷۸ ) پزشک آمریکایی که بیشتر به خاطر کتاب اصول طب داخلی هاریسون شناخته می‌شود.

## زندگی‌نامه
هاریسون در تالادگای آلاباما در ۱۸ مارس ۱۹۰۰ متولد شد. پدرش گروس هاریسون ششمین نسل پزشک از خانواده هاریسون بود. او در ۱۵ سالگی از دبیرستان فارغ‌التحصیل شد و وارد دانشگاه میشگان شد. جاییکه او یکسال به تحصیل پزشکی پرداخت و بعد از آن به دانشکده پزشکی دانشگاه جانز هاپکینز رفت. او تخصص داخلی خود را در بیمارستان بنت بریگ‌هام در بوستون گذراند.

## کتاب ها و مقالات هاریسون
کتاب اصول طب داخلی هاریسون (Harrison’s Principles of Internal Medicine, 20th Edition ۲۰۱۸) یکی از مهمترین و اصلی ترین منابع درسی در زمینه طب داخلی برای رشته پزشکی است. نویسندگان این کتاب J. Larry Jameson، Anthony S. Fauci، Dennis L. Kasper، Stephen L. Hauser، Dan L. Longo و Joseph Loscalzo می باشند. چاپ اول این کتاب در سال ۱۹۵۰ منتشر شد و ویرایش بیستم آن در سال ۲۰۱۸ منتشر گردید. اگرچه این کتاب موضوعات فراوانی را از عصب‌شناسی گرفته تا بیماری‌های عفونی شامل می‌شود اما به طور ویژه بیشتر مباحث طب داخلی آن مورد توجه قرار می‌گیرد. طب داخلی هاریسون به عنوان منبعی معتبر به عنوان یکی از کتاب‌های اصلی متخصصان داخلی به شمار می‌آید. کتاب به نام تینسلی هاریسون که ویراستار ارشد ۵ ویرایش اولیه کتاب بوده است نام گذاری شده است.
ویرایش بیستم این کتاب شامل ۲۰ بخش اصلی و چندین زیر فصل مجزا می باشد. مهمترین سرفصل های کتاب اصول طب داخلی هاریسون به شرح زیر می باشد:
PART 1: The Profession of Medicine
PART 2: Cardinal Manifestations and Presentation of Diseases
PART 3 Pharmacology
PART 4 Oncology and Hematology
PART 5 Infectious Diseases
PART 6 Disorders of the Cardiovascular System
PART 7 Disorders of the Respiratory System
PART 8 Critical Care Medicine
PART 9 Disorders of the Kidney and Urinary Tract
PART 10 Disorders of the Gastrointestinal System
PART 11 Immune-Mediated, Inflammatory, and Rheumatologic Disorders
PART 12 Endocrinology and Metabolism
PART 13 Neurologic Disorders
PART 14 Poisoning, Drug Overdose, and Envenomation
PART 15 Disorders Associated with Environmental Exposures
PART 16 Genes, the Environment, and Disease
PART 17 Global Medicine
PART 18 Aging
PART 19 Consultative Medicine
PART 20 Frontiers